# اریک جمبا جمبا
اریک دجمبا دجمبا (انگلیسی: Eric Djemba-Djemba؛ زادهٔ ۴ مهٔ ۱۹۸۱) یک بازیکن فوتبال اهل کامرون است.
وی همچنین در تیم ملی فوتبال کامرون بازی کرده‌است.